# Epipocus mollicomus
Epipocus mollicomus là một loài bọ cánh cứng trong họ Endomychidae. Loài này được Gorham miêu tả khoa học năm 1875.